# Glaphyriopsis hyalina
Glaphyriopsis hyalina är en svampart som beskrevs av B. Sutton & Pascoe 1987. Glaphyriopsis hyalina ingår i släktet Glaphyriopsis, divisionen sporsäcksvampar och riket svampar.   Inga underarter finns listade i Catalogue of Life.